# Operation Motorman
Operation Motorman var en operation som utfördes av den brittiska armén i Nordirland under konflikten i Nordirland. Operationen påbörjades klockan fyra på morgonen den 31 juli 1972, i syfte att ta tillbaka de laglösa områdena (områden som kontrollerades av Provisoriska IRA) som hade grundats i Derry och Belfast efter Operation Demetrius året tidigare. Den brittiska armén satte in 22 000 man från 27 infanteribataljoner och två pansarregementen som fick hjälp av 5300 man från Ulster Defence Regiment. Flera ingenjörsvagnar av typen Centurion AVRE, utvecklade från Centurion, användes. Dessa var de enda tunga pansarfordon som användes av den brittiska armén i operationer i Nordirland under konflikten. De hade transporterats till Nordirland med hjälp av landstigningsfartyget HMS Fearless. Ingenjörsvagnarna var beväpnade med en 165 mm kanon men tornen var vända bakåt och kanonerna var täckta av presenningar.
Provisoriska och Officiella IRA var inte utrustade för slag mot en armé och försökte inte försvara sina områden.
Under Operation Motorman sköts 15-årige Daniel Hegarty till döds av armén i Creggan och två av hans kusiner skadades. I juni 2007, knappt 35 år senare, släpptes Storbritanniens försvarsministerium ett dokument som beskrev Daniel Hegarty som en terrorist och påstod att han var beväpnad. I augusti drog försvarsministeriet tillbaka anklagelserna och bad om ursäkt för dokumentet, med orden "Daniel var oskyldig och referensen om honom som terrorist var inkorrekt."
Kände IRA-medlemmen Seamus Bradley, 19 år gammal, sköts också kort efter incidenten på samma bostadsområde. Han sköts i benet och förblödde medan han var i brittiska arméns förvar.
Några timmar efter Operation Motormans succé skedde bombningen i Claudy; en stor samordnad bilbombsattack i mitten av byn Claudy i County Londonderry, som dödade nio personer.